# Halden SK

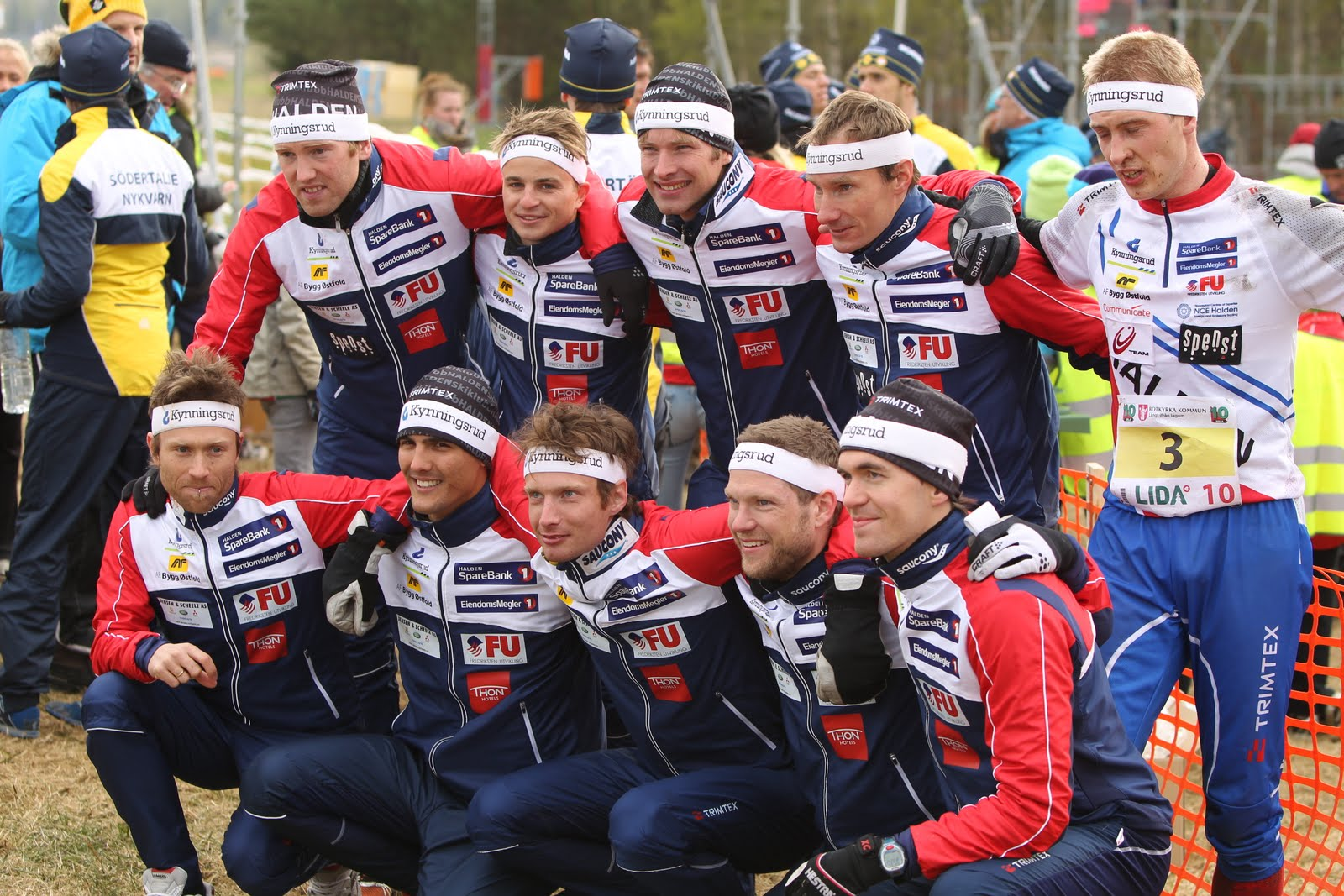
Die Herrenstaffel des Vereins bei der Tiomila 2011

Der Halden Skiklubb ist ein 1891 gegründeter Sportverein aus dem südostnorwegischen Halden.
Der Verein wurde am 12. Januar 1891 gegründet. Er unterhält derzeit Abteilungen im Skisport, Radsport und Orientierungslauf, wobei er vor allem für letztere bekannt ist. Die Herren gewannen bereits neunmal die Tiomila und siebenmal die Jukola. Die Frauen verbuchten drei Erfolge bei der Tiomila und vier Siege bei der Venla. Mit Petter Thoresen, Emil Wingstedt, Anne Margrethe Hausken und Olav Lundanes wurden bereits vier Läufer des Vereins Weltmeister.

## Erfolge

### Tiomila
- Siege Herren: 1998, 1999, 2000, 2002, 2003, 2004, 2006, 2007 und 2012
- Siege Damen: 2002, 2009 und 2012

### Jukola
- Siege Herren: 1993, 1997, 1998, 2000, 2003, 2010 und 2011
- Siege Damen: 1986, 1988, 1990 und 2012

### Norwegische Meisterschaften
- Einzelwettbewerbe: 58 Gold-, 50 Silber- und 36 Bronzemedaillen
- Staffel: 16 Gold-, 16 Silber- und 11 Bronzemedaillen

## Bekannte Athleten
- Ragnhild Bente Andersen (* 1965)
- Marián Dávidík (* 1977)
- Urs Flühmann (* 1962)
- Mats Haldin (* 1975), 2002 bis 2007 und seit 2010
- Anne Margrethe Hausken (* 1976)
- Jarkko Huovila (* 1975), 2000 bis 2006 im Verein
- Olav Lundanes (* 1987), seit 2009 im Verein
- Kiril Nikolow (* 1982)
- Anders Nordberg (* 1978), 2008 bis 2010 im Verein
- Tore Sandvik (* 1972), ab 1998
- Frauke Schmitt Gran (* 1969)
- Chris Terkelsen (* 1972)
- Petter Thoresen (* 1966)
- Emil Wingstedt (* 1975)